# 坂本洋道
坂本 洋道（さかもと ひろみち、1996年4月26日 - ）は、ジャパンラグビーリーグワンレッドハリケーンズ大阪に所属するラグビー選手。

## プロフィール
- 東京都昭島市出身[1]。
- ポジションはプロップ(PR)。
- 身長 174 cm、体重 104 kg

## 略歴
昭島ラグビースクールでラグビーを始めた。
2015年、國學院栃木高校卒業後、専修大学に入る。
2020年、専修大学卒業後、NTTドコモレッドハリケーンズ(現・レッドハリケーンズ大阪)に加入。
2023年3月12日に行われたJAPAN RUGBY LEAGUE ONE第10節クリタウォーターガッシュ昭島戦にて途中出場でリーグワン公式戦初出場を果たした。
2024年5月、マナワツに留学。